# Maurice de Canonge
Maurice de Canonge (18 de marzo de 1894 - 10 de enero de 1979) fue un director, actor y guionista de nacionalidad francesa.
Su nombre completo era Maurice Camille Louis de Canonge. Nació en Toulon, Francia, y falleció en París.

## Filmografía
Director
| - 1931 : Olive se marie - 1931 : Olive passager clandestin, con Lilian Baron y Raymond Lucy - 1935 : Le Secret de l'émeraude - 1936 : Inspecteur Grey - 1936 : À minuit, le 7 - 1936 : L'Empreinte rouge - 1937 : Boulot aviateur - 1937 : Un soir à Marseille - 1938 : Le Capitaine Benoît - 1938 : Gosse de riche - 1938 : Grisou, con Madeleine Robinson y Odette Joyeux - 1938 : Thérèse Martin - 1940 : Les Trois Tambours - 1945 : Dernier Métro | - 1946 : Mission spéciale - 1947 : Un flic - 1948 : Erreur judiciaire - 1949 : La Bataille du feu - 1949 : Dernière heure, édition spéciale - 1950 : L'Homme de la Jamaïque - 1951 : Les Deux Gamines - 1951 : Au pays du soleil - 1952 : L'Amour toujours l'amour - 1954 : Boum sur Paris - 1955 : Interdit de séjour - 1956 : Trois de la Canebière - 1957 : Trois de la marine - 1958 : Police judiciaire - 1958 : Arènes joyeuses |

Actor
| - 1917 : Du rire aux larmes - 1918 : La Femme de Rigadin - 1918 : Rigadin aimé de sa dactylo - 1918 : La Vengeance de Rigadin - 1918 : N° 30 série 10 - 1919 : Rigadin et le code de l'honneur - 1919 : Rigadin dans les Alpes - 1921 : Les Parias de l'amour, de Paul Garbagni - 1922 : Rapax - 1926 : La Femme nue - 1929 : Le Secret de Délia - 1930 : Quand nous étions deux | - 1931 : Olive se marie - 1931 : Amours viennoises - 1931 : Les Quatre vagabonds - 1934 : Adémaï au Moyen Âge - 1935 : Le Coup de trois - 1936 : L'Appel du silence - 1936 : Le Grand Refrain, de Yves Mirande - 1949 : Les Joyeux conscrits - 1949 : Dernière heure, édition spéciale - 1967 : Les Aventures extraordinaires de Cervantes - 1968 : Le Rouble à deux faces - 1971 : Police Magnum |

Guionista
- 1936 : Inspecteur Grey
- 1936 : L'Empreinte rouge
- 1951 : Les Deux Gamines
- 1952 : Au pays du soleil
- 1954 : Boum sur Paris
- 1956 : Trois de la Canebière